# Bulinus truncatus
Bulinus truncatus is een slakkensoort uit de familie van de Planorbidae. De wetenschappelijke naam van de soort is voor het eerst geldig gepubliceerd in 1827 door Audouin.